# 테윈 한쁘랍
테윈 한쁘랍(태국어: เทวินทร์ หาญปราบ, 1998년 8월 1일~)는 태국의 태권도 선수이다.
2016년 하계 올림픽에 라이트급으로 참가하였다. 16강전에서 우승후보중 한명이자 세계랭킹 2위인 김태훈과 상대하였는데 10-12로 승리하여 8강 진출에 성공하였다. 이후 8강에서는 호주의 사프완 칼릴, 준결승전에서는 도미니카 공화국의 루이시토 피에 선수와 상대하여 승리하며 결승전에 진출하였다. 결승전에서 자오솨이에게 패하며 은메달을 획득하였다.